# Илюшкино (Ульяновская область)
Илюшкино — село в Павловском районе Ульяновской области, административно относится к Павловскому городскому поселению.

## География
Располагается в 15 км от районного центра, на реке Калмантайка. В селе имеется пруд.

## История
По преданию, существующему в Илюшкино и Шалкино, основателем считается Илюшка Нуштаев по преданию основатель с. Шалкино. Официальной датой основания обоих сёл считается 1553 год, о чём нам сообщают и стенды на въездах в сёла. Эти сведения появились в 1898 г. При открытии церкви в селе местные власти обратились с запросом в Пензенское духовное ведомство о возрасте села. Из Пензы был дан ответ, что селу Илюшкино насчитывается 345 лет. Основываясь видимо на предании, что сёла были основаны одновременно, местные власти эту же дату основания приняли и для Шалкино. По другой версии, основание сёл Шалкино и Илюшкино — 1697 г.
В 1862 году село Илюшкино входило в состав Хвалынского уезда Саратовской губернии, в котором имелось: православная церковь и две мельницы.
С 1943 года входит в состав Ульяновской области. 
С 2005 года административно относится к Павловскому городскому поселению.

## Население
| 2010 |
| ---- |
| 449  |

## Инфраструктура
На въезде в село стоит храм Святому Николая Чудотворцу (1903), имеется школа, дом культуры, детский сад, ООО «Калита». 

## Достопримечательности
Храм святителя Николая по своей архитектуре является уникальным, неповторимым, ибо по данному проекту, в России построено всего 2 храма. Один в Илюшкино, а другой предположительно на северо-западе России, на границе с Латвией.

## Галерея

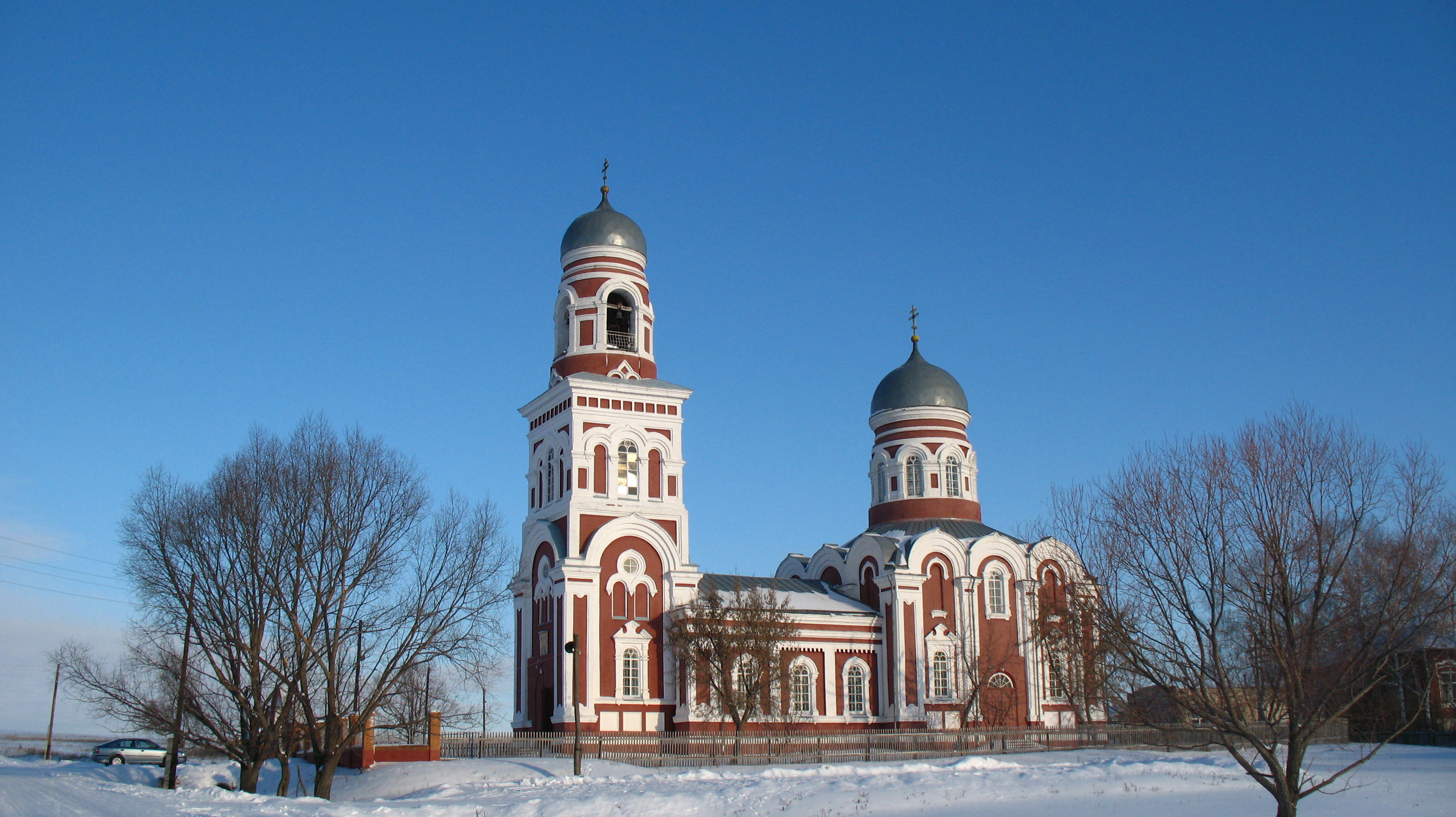
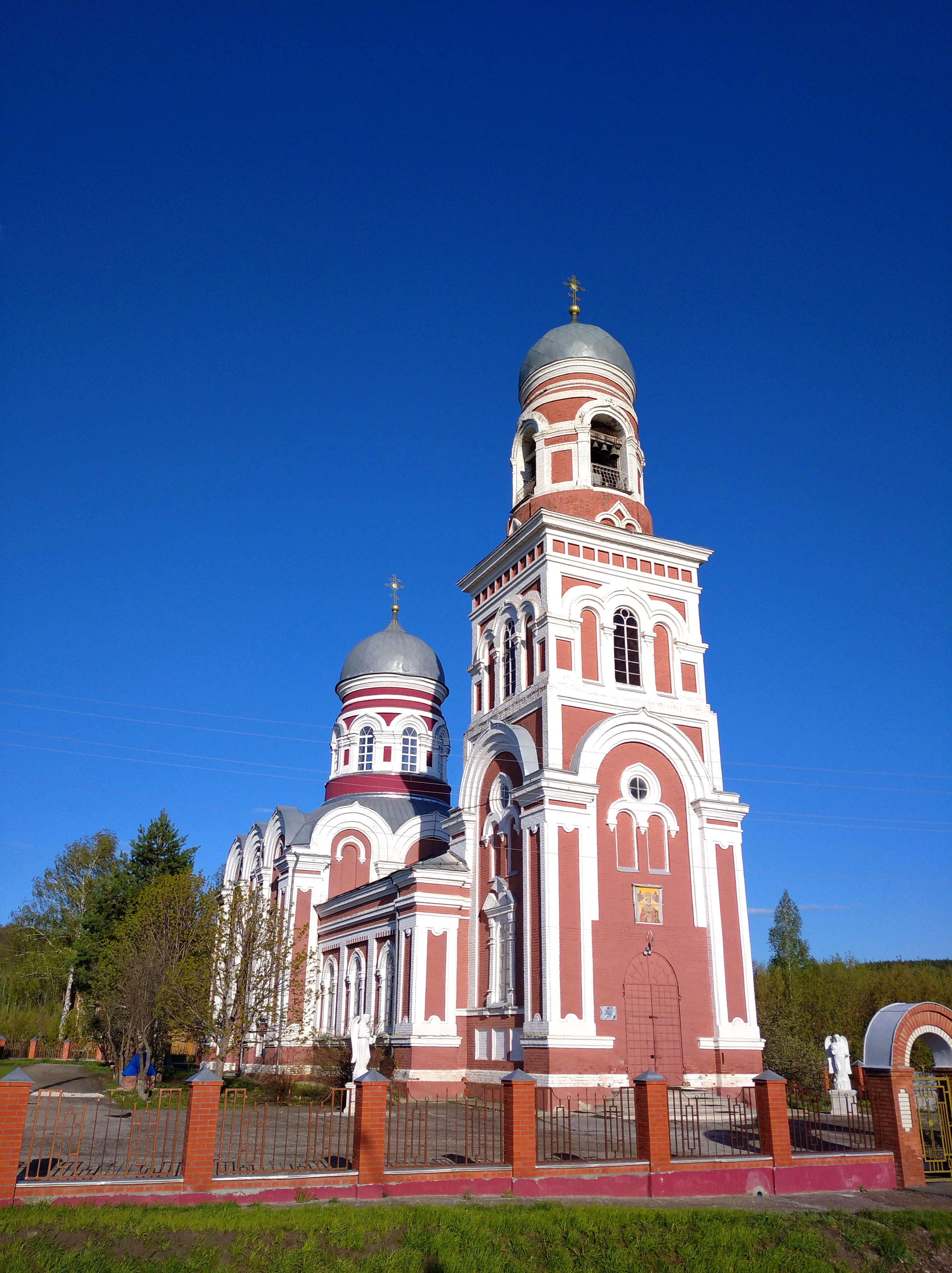
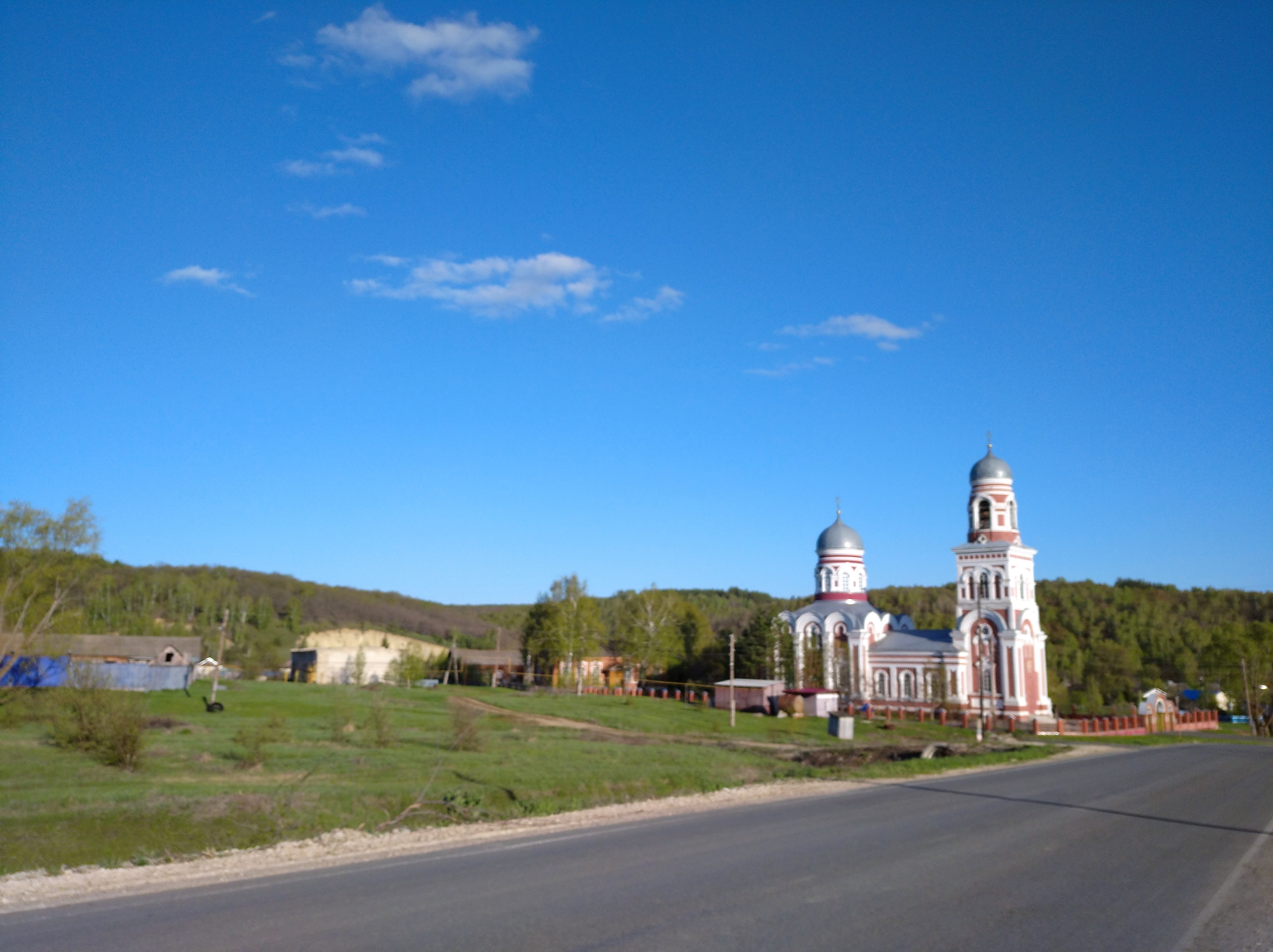
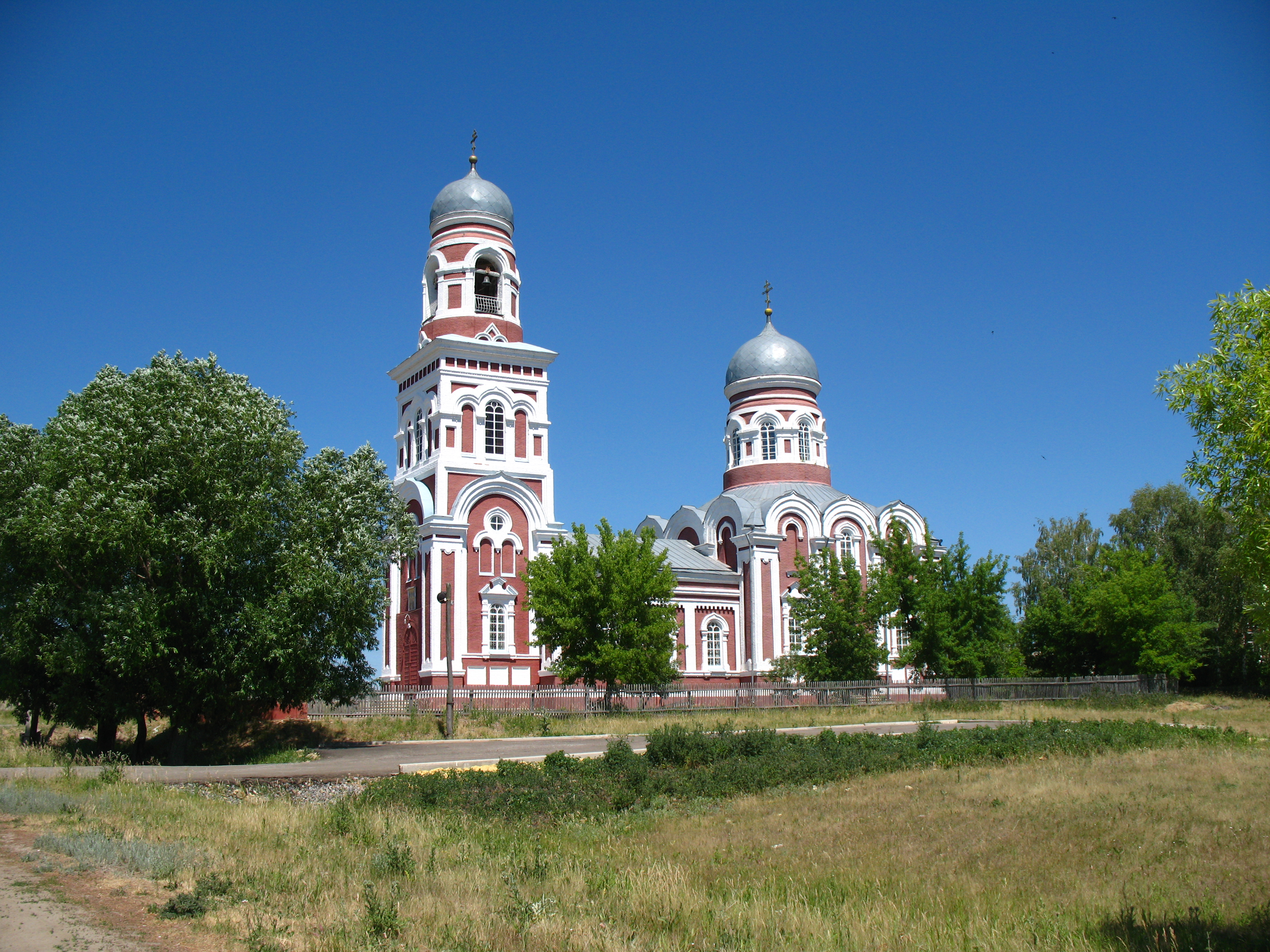
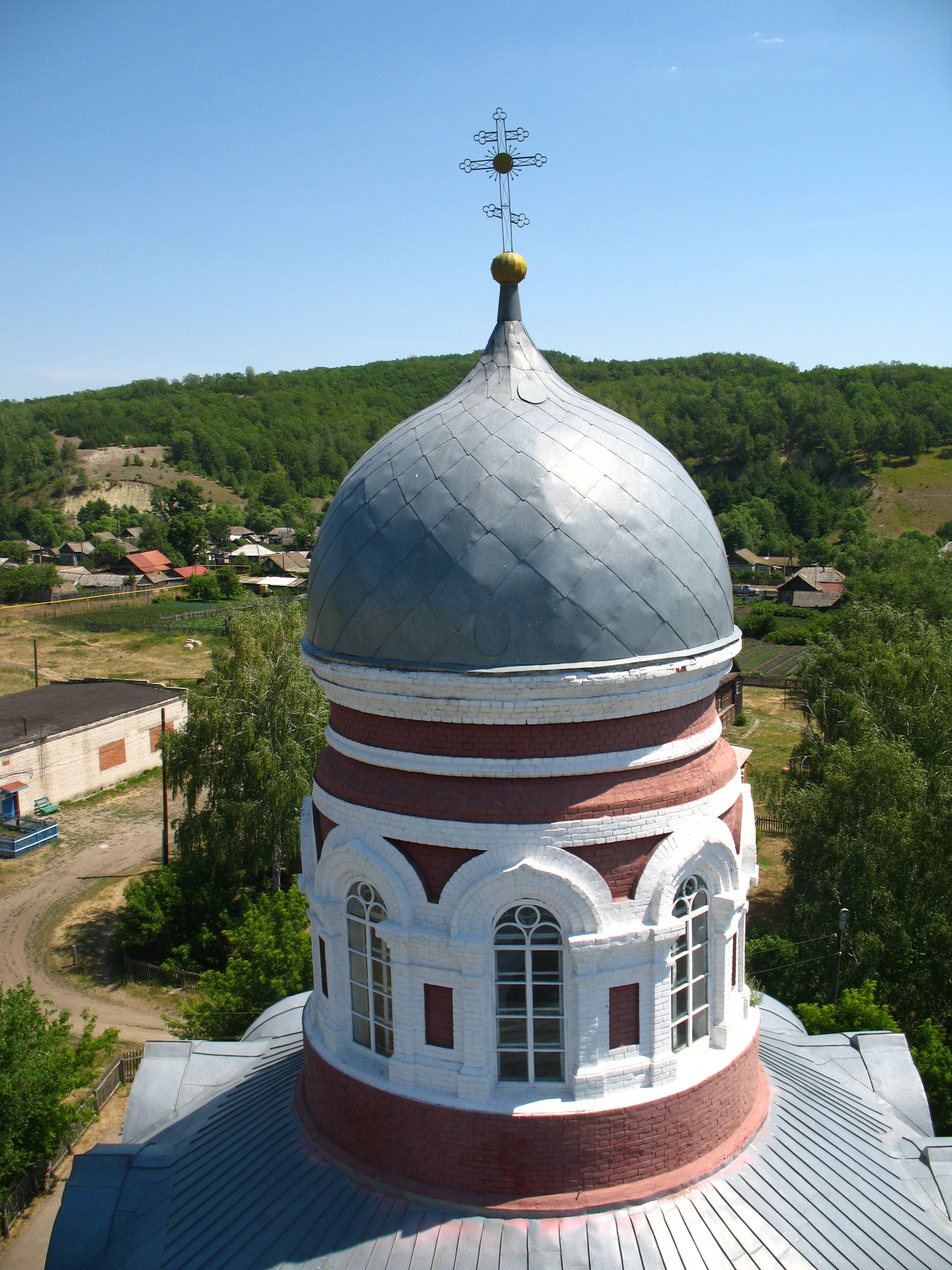
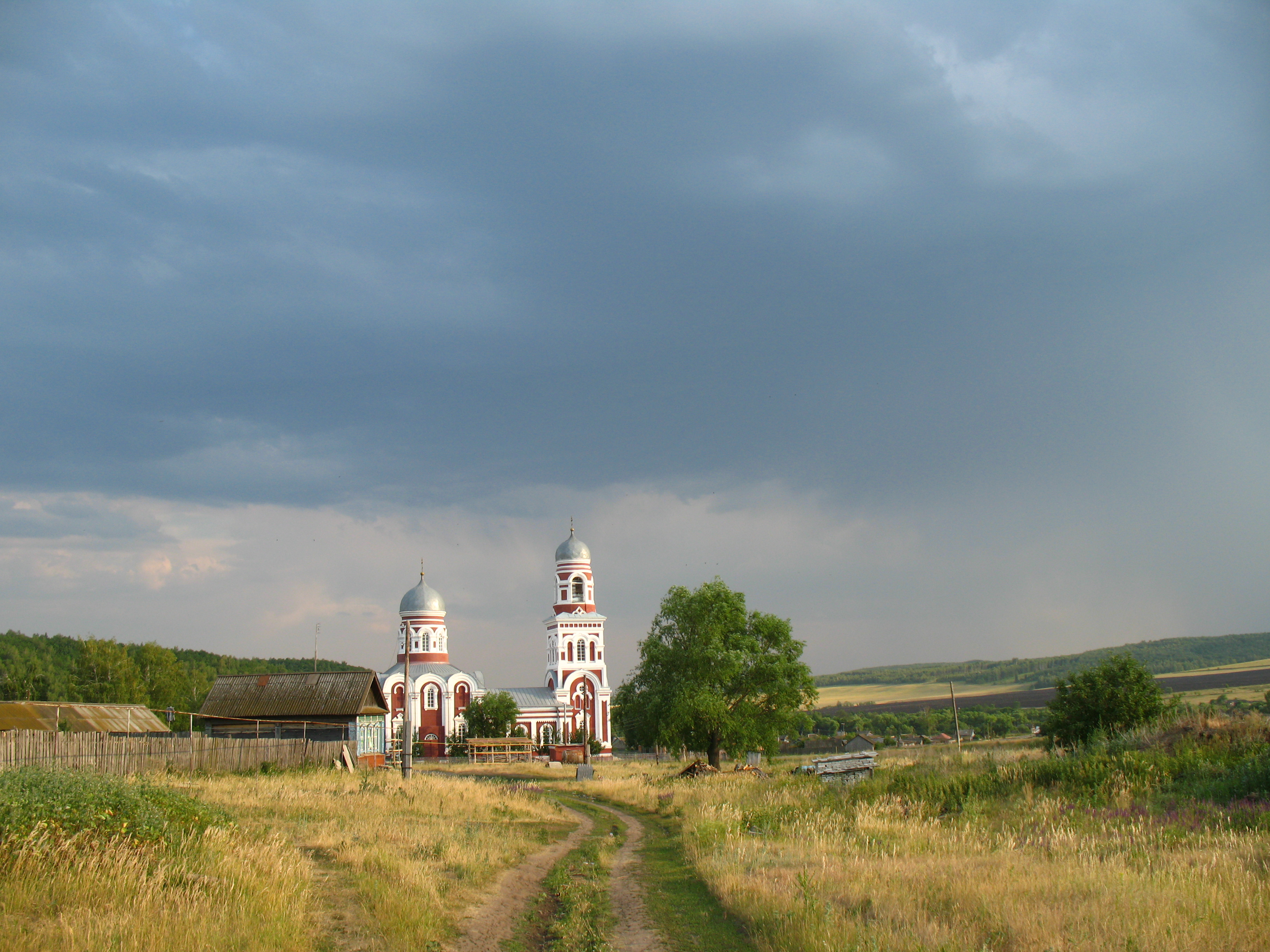
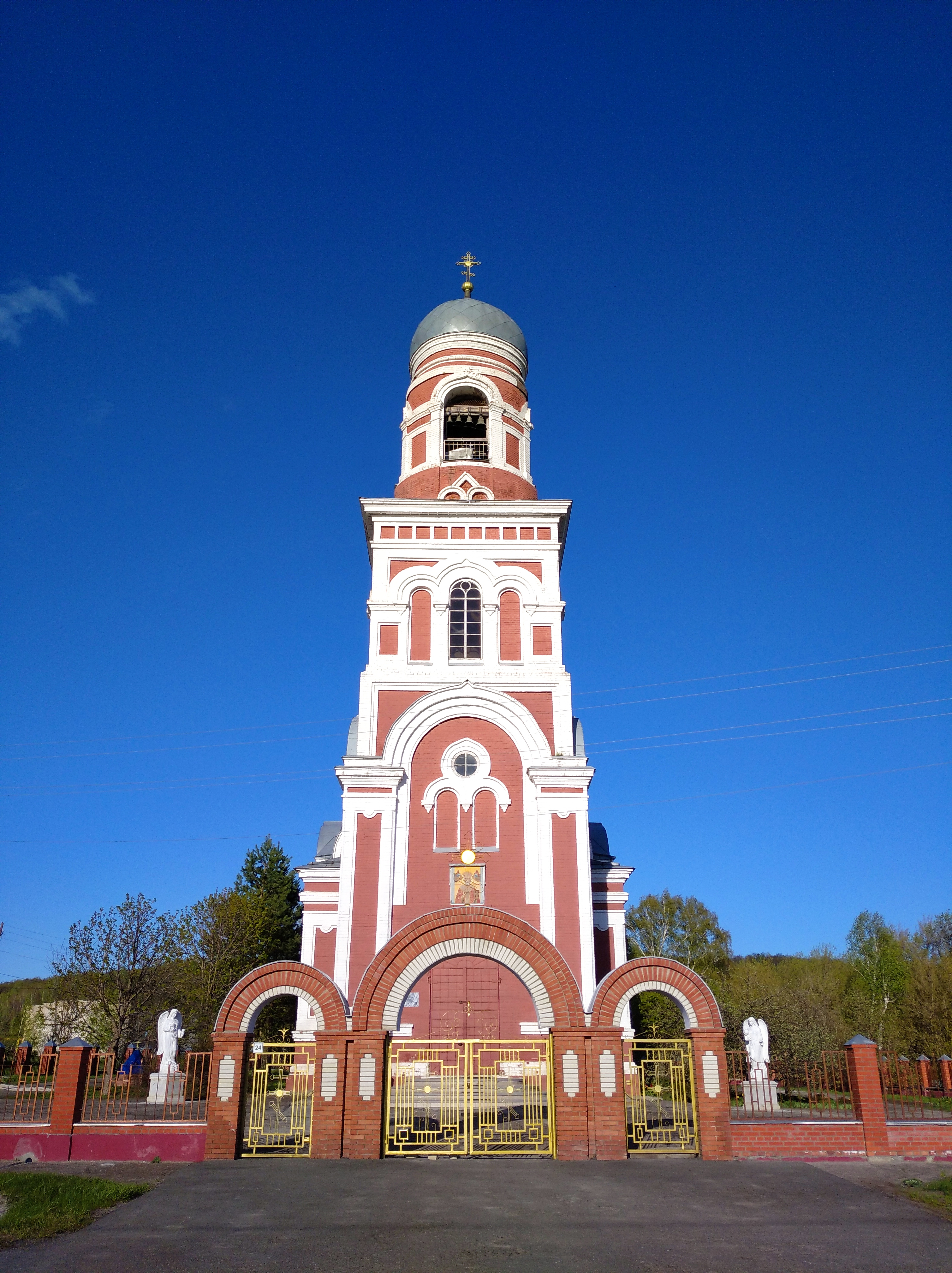